# 検索sunburst
検索sunburst（けんさくサンバースト）は非統合型のメタ検索サイト（横断検索サイト）の一つ。ひとつの検索窓に入力した文字列を複数の検索エンジンで検索することができる。また、ニュース表示の欄はRSSリーダーになっており、ユーザーが任意の変更できることが特徴。2001年に公開され、2006年にメタ検索エンジンとしてサービスが開始されており、比較的古くからあるサイトである。

## 歩み
- 2001年　　　 sunburst.jp公開開始
- 2006年02月　検索エンジンsunburstに名称を変更し、メタ検索エンジンのサービスを開始
- 2006年05月　サーバーの移転
- 2007年06月　リニューアル（複数のニュースから表示する記事を選択できるようになった。）
- 2008年06月　リニューアル（検索できるサイトが追加され、ニュースが4つ同時に表示されるようになった。）
- 2011年09月　リニューアル（名称を「検索sunburst」に変更。検索できるサイトが追加され、ニュースが任意のRSSから受信できるようになった。）